# Zeche Vereinigte Schürbank & Charlottenburg
Die Zeche Vereinigte Schürbank & Charlottenburg war ein ehemaliges Steinkohlebergwerk im Dortmunder Stadtteil Aplerbeck.

## Geschichte

### Anfänge
Die Zeche entstand im Jahre 1811 durch die Zusammenlegung der Zechen Schürbank und Charlottenburg. Der Bau einer Pferdebahn im Jahr 1864, die mit Hilfe der Feldchenbahnbrücke die Emscher überquerte, schloss die Zeche an die 1855 eröffnete Bahnstrecke Dortmund–Soest der Bergisch-Märkischen Eisenbahn an und erschloss so neue Absatzmärkte. Diese fand die Zeche vor allem in der 1841 gegründeten Hermannshütte in Hörde und in der 1857 eröffneten Aplerbecker Hütte.
Die Zeche Vereinigte Schürbank & Charlottenburg hatte 1872 mit 460 Mitarbeitern eine Förderleistung von 1.624.632 Zentnern Kohle. 

### Streiks
Auf den Bergwerken im Amt Aplerbeck dauerte der Bergarbeiterstreik von 1889 vom 11. Mai bis zum 21. Mai und verlief nach dem Bericht des Amtmanns Gutjahr „in mustergültiger Disziplin und ohne Störung der öffentlich Ruhe und Ordnung“. Anders als auf der benachbarten Zeche Schleswig in Dortmund-Brackel ging der Arbeitsausstand unblutig zu Ende.
Ein weiterer Streik im Januar 1893 dauerte nur wenige Tage und wurde, den amtlichen Protokollen zufolge, "nur von den jüngeren, 16-20 Jahre alten Bergarbeitern in Szene gesetzt" wurden und sich die Familienväter "diesem Treiben verweigerten". Anlass des Streiks war offenbar der Bergarbeiterstreik im Saargebiet seit 1892.

### Unglücksfälle
Im Mai 1869 explodierte einer von vier Dampfkesseln der Fördermaschine, ein Toter und drei Verletzte waren die Folge.
Am 27. Dezember 1871 kostete eine Schlagwetterexplosion 13 Bergleuten das Leben, welche zehn Witwen und 34 minderjährige Waisen hinterließen. Schuld an der Explosion waren offenbar Missachtung der Wetterkonzentrationen seitens der Betriebsleitung sowie die Ausgabe mangelhaft gewarteten Geleuchts.
Am 28. Januar 1920 ereignete sich ein Wassereinbruch, der 86 Bergleute für zehn Stunden in der Grube einschloss, jedoch kam niemand ums Leben.

### Stilllegung
Aufgrund von weiteren Schwierigkeiten mit der Wasserhaltung musste die Zeche 1925 stillgelegt werden.
Heute erinnert nur noch die Feldchenbahnbrücke, die nun als Fußgängerbrücke genutzt wird, an die Existenz der Zeche.

## Internet
- www.aplerbeck-damals.de